# Пожарна екология
Пожарна екология е научно направление, което се занимава с природните процеси, свързани с настъпването и разпространението на огъня в естествените екосистеми и екологичните ефекти и взаимодействия между огъня, абиотичните и биотичните компоненти на екосистемата. Много екосистеми, в това число прериите, саваните, иглолистните гори и южноафриканския фейнбос, са еволюирали със съществения принос на огъня за жизнеспособността и обновлението на хабитата си, и са се адаптирали не само да издържат на пожарите в дивата природа, но и дори да експлоатират ползите от тях. Много растителни видове изискват високи температури, като тези които горските пожари развиват, за осигуряване на условия за възпроизвеждане и покълване.
Потискането на горските пожари влияят не само на развитието на такива растителни видове, но и на животинските видове в екосистемата, които зависят от тях. В исторически порядък, дългогодишните противопожарни кампании в комбинация и с други антропогенни промени в околната среда е възможно да са резултирали в непредвидени нежелани последствия за природните екосистеми, например, някои от мегапожарите от началото на 21 век в САЩ, макар че основният фактор за тях е глобалното затопляне. Агрономите се сблъскват с трудния въпрос как да се възстанови естествения пожарен режим, като се управлява огънят чрез контролирани пожари по най-евтиния и потенциално най-ефективен метод.
Поведението на огъня е различно за всяка отделна екосистема и организмите в тях са се адаптирали съобразно. В този смисъл едно от обобщенията, които могат коректно да се направят, е, че във всички екосистеми огънят създава мозайка от различни хабитати, сред които има както местности, които са прясно изгорели, така и местности, които от години са останали незасегнати от огъня. Това е форма на екологична унаследеност, при която прясно изгорелите територии влизат в непрекъснат цикъл от фази на колонизация,  който следва унищожаването на хабитата от огъня. Еколозите обикновено характеризират това унаследяване чрез промените в растителността, които настъпват. След пожар първите растения, които реколонизират територията, са онези, чиито семена вече се намират в почвата или са способни бързо да се придвижат из територията след края на пожара. Като цяло това са бързорастящи тревисти видове, които са светлолюбиви и не виреят на сянка. С течение на времето започват да се развиват и по-бавнорастящи, сенколюбиви дървесни видове, които започват да потискат някои от тревистите видове. В този процес иглолистните дървета често се явяват от ранно проявяващите се видове в обновената след пожара екосистема, а широколистните имат тенденция в бъдеще да ги изместват при липса на нови пожарни условия. Следователно, за много иголистни гори регулярната пожарна активност е фактор на развитието.
Всички екосистеми - от торфените полета и региони с храстова растителност до тропическите гори - се влияят както от естествените, така и от антропогенните пожари. Огънят въздейства на начините, по които екосистемите са структурирани и функционират, на цикъла на хранителните вещества в почвата и на поддържането на биоразнообразието и екоравновесието. Въпреки че винаги в природата е имало естествено възникващи пожари, честотата на горските пожари през последните десетилетия е нараснала на порядък, което се дължи на повишенията на сезонните температури, намаленията на валежите и на увеличения брой антропогенни пожари - от небрежност или умишлени (палежи). По-високата честота на пожарите резултира в по-кратки интервали между пожарите, което ограничава възможността на горите да се възстановят, намалява времето необходимо за произвеждане на семенната им банка и по този начин в резултат води до замяната на дървесните видове в екосистемата с по-бързо разпространяващи се и формиращи семената си тревисти и храстови видове.